# Frank Yates
Frank Yates, né le 12 mai 1902 à Manchester et décédé le 17 juin 1994 à Harpenden, est un statisticien britannique.

## Biographie
En 1931, Frank Yates est embauché par Ronald Aylmer Fisherà la station expérimentale de Rothamsted. En 1933, il remplace Ronald Fisher à la tête du département de statistiques de la station, quand ce dernier est nommé au University College de Londres. Ils rédigent en collaboration les Tableaux statistiques pour la recherche biologique, agronomique et médicale (1938) qui contribue à la diffusion, en Europe, de leurs idées. 

## Prix et distinctions
- 1948 : Membre de la Royal Society
- 1960 : Lauréat de la médaille Guy en or